# Dwór w Ożarowie
Dwór w Ożarowie, česky lze přeložit jako Dvůr v Ožarowě, je historická památkově chráněná budova, která je součástí souboru několika historických budov (malého skanzenu) a muzea Muzeum Wnętrz Dworskich w Ożarowie (Muzeum zámeckých interiérů v Ožarowě). Nachází se ve vesnici Ożarów ve gmině Mokrsko v okrese Wieluń v Polsku. Geograficky se také nalézá na vysočině Woźnicko-wieluńská vysočina (Wyżyna Woźnicko-Wieluńska) v Lodžském vojvodství.

## Další informace
Budova panského dřevěného dvoru pochází z roku 1757, je v ní muzeum a kolem ní jsou další budovy a park. Park je v době otvíracích hodin volně přístupný, ale vstup do budov je zpoplatněn.

## Galerie

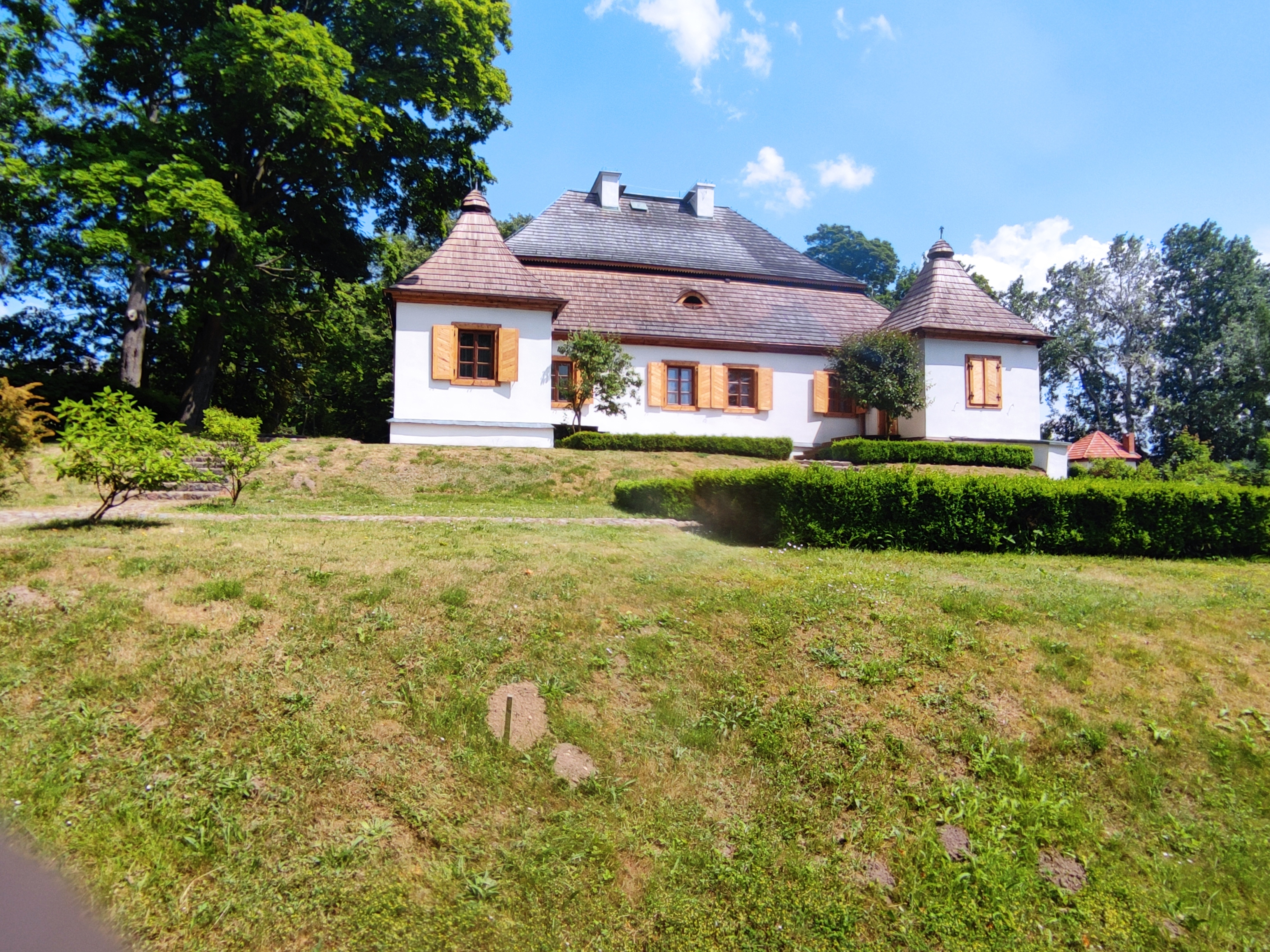
Hlavní budova
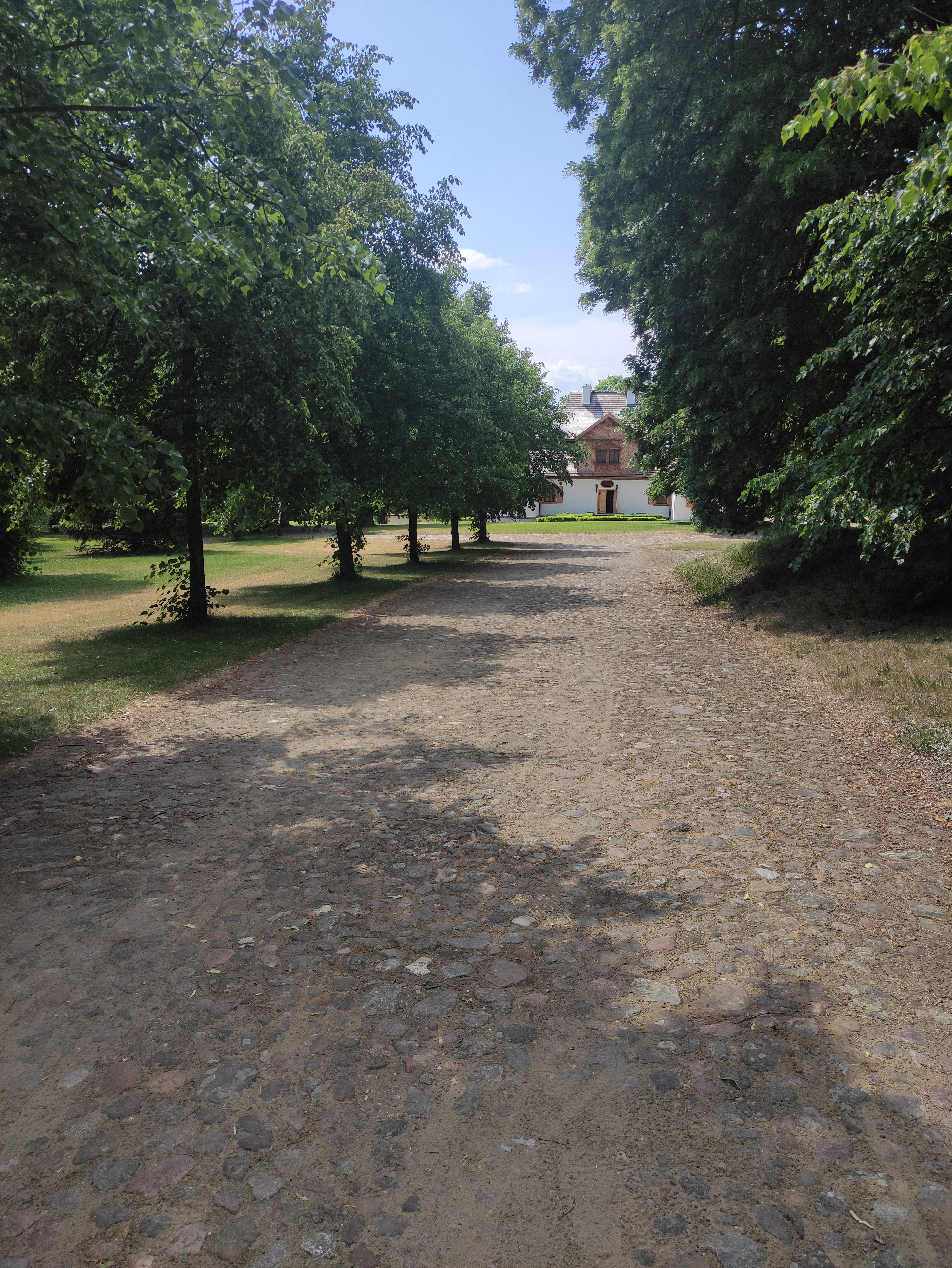
Přístupová silnice k hlavní budově